# Грабів (зупинний пункт)
Гра́бів — пасажирський залізничний зупинний пункт Рівненської дирекції Львівської залізниці.
Розташований у селі Грабів Рівненського району Рівненської області на лінії Здолбунів — Ковель між станціями Обарів (7 км) та Клевань (8 км).
Станом на вересень 2017 р. на платформі зупиняються приміські поїзди.